# Senlis, Oise
Senlis este o comună franceză situată în departamentul Oise, în regiunea Hauts-de-France. Aceasta este situată pe râul Nonette, între pădurile Chantilly și Ermenonville la sud, și pădurea Halatte la nord, la 40 km nord de Paris.
De origine antică și reședință regală în perioada medievală, orașul păstrează un patrimoniu bogat din lunga sa istorie și găzduiește mai multe muzee. Orașul vechi este format dintr-un ansamblu de case și străduțe vechi, înconjurat de ziduri gallo-romane și medievale, având în centru o catedrală gotică. Întregul ansamblu a fost protejat prin crearea, în 1962, a unui sector protejat de 42 hectare. De atunci, municipalitatea și locuitorii valorifică patrimoniul prin restaurarea monumentelor și locuințelor vechi, precum și prin organizarea de evenimente culturale, dezvoltând în același timp o activitate economică terțiară în apropierea autostrăzii Nordului (A1). Senlis face parte din Parcul Natural Regional Oise-Pays de France.

## Geografie

### Descriere
Orașul Senlis este situat la 42 km de Paris, 44 km de Beauvais și 79 km de Amiens.
Senlis este definită geografic și istoric ca un oraș al Picardiei. Este situată la extremitatea vestică a regiunii geografice Valois, dar, fiind un oraș regal și eliberat de constrângeri feudale, nu făcea parte din ducatul Valois. Înconjurată de câmpii fertile bogate în sol lutos, orașul oferă un peisaj vast dedicat culturilor mari de cereale. Senlis se află la intersecția pădurilor Ermenonville, Halatte și Chantilly, care formează un ansamblu forestier de aproximativ 120 km².
Cu o suprafață de 24,05 km², Senlis este a șaptea comună ca întindere dintre cele 693 de comune din departamentul Oise. Cel mai înalt punct al comunei (140 m) se află în inima pădurii Halatte, la stâlpul Mont Alta, pe granița cu comuna Aumont-en-Halatte, iar cel mai jos punct (47 m) se află pe malurile râului Nonette, în partea de vest a orașului.
Teritoriul comunal al localității Senlis se dezvoltă mai ales pe direcția nord-sud și nu prezintă o formă omogenă: acesta cuprinde orașul cu suburbiile sale, care se întind până la limitele comunale la est și la vest; câmpii agricole și aproximativ 3 km² din pădurile Pontarmé (parte a pădurii Chantilly) și Ermenonville, în sud; precum și numeroase parcele din pădurea Halatte în nord. Această zonă este aproape separată de restul teritoriului la marginea pădurii, unde acesta se îngustează până la o lățime est-vest minimă de doar 1,05 km.
Cea mai mare extindere de la nord la sud este de aproximativ 9,5 km. Punctul cel mai nordic este Poteau de Fleurines, situat în pădurea Halatte. Punctul cel mai sudic corespunde cu Poteau Neuf, în pădurea Pontarmé. Extinderea maximă est-vest a teritoriului este de 5,56 km. Punctul cel mai estic se află pe drumul D 1324, spre Crépy-en-Valois, puțin după sensul giratoriu de la intersecția cu N 330, iar punctul cel mai vestic se află în apropierea drumului D 330, spre Creil, la nord-vest de cartierul des Arènes. În pădurea Halatte, extinderea est-vest atinge 4,63 km, între Poteau des Blancs Sablons, punctul de întâlnire a patru comune (Senlis, Fleurines, Villers-Saint-Frambourg și Chamant), și intersecția Bourbon.

### Comune limitrofe
| Aumont-en-Halatte    | Verneuil-en-Halatte Fleurines | Villers-Saint-Frambourg Chamant |
| Courteuil            |                               | Mont-l'Évêque                   |
| Avilly-Saint-Léonard | Pontarmé                      |                                 |

Cu Verneuil-en-Halatte la nord-vest, Senlis împarte doar 1,47 km de granițe comunale, de-a lungul drumului spre Fleurines, în pădurea Halatte. În plus, la Poteau d'Auteuil, puțin mai la sud-est, Senlis se află la doar un kilometru de biserica din Fleurines. La o altă intersecție din pădurea Halatte, Poteau des Blancs Sablons, deja menționată, Senlis întâlnește comuna Villers-Saint-Frambourg, care totuși nu este o comună limitrofă în sens strict, deoarece granițele celor două comune se ating doar într-un singur punct. În același loc, comuna Ognon, și mai precis templul său galo-roman din pădurea Halatte, se află la mai puțin de un kilometru distanță.
Chamant este comuna cu care Senlis are cea mai lungă frontieră comună, de aproape 8 km; de fapt, teritoriul Senlis înconjoară întreaga jumătate vestică a acestei comune vecine. Două comune se apropie considerabil de teritoriul comunal al localității Senlis în sud, fără însă a avea granițe comune: Thiers-sur-Thève (la Poteau Neuf, la 690 m) și Fontaine-Chaalis (la 1.055 m, în apropierea Poteau de la Victoire).

### Geologie
Situația originală a orașului se află pe un pinten de platou care atinge altitudinea de 78 m la nivelul pieței catedralei. Acest pinten domină cu peste 25 m văile râurilor Aunette și Nonette, care se unesc la limita vestică a comunei. Albiile acestor două râuri mici, care delimitează centrul orașului spre sud și spre nord, sunt umplute cu aluviuni moderne și parțial cu turbă formată în perioada Neoliticului. Aceste depozite sunt rezultatul mlaștinilor de origine veche și al mișcărilor neotectonice. Stratul de turbă are o grosime de zece metri la Senlis, iar cel de aluviuni, în jur de opt metri.
Din punct de vedere geologic, regiunea este ocupată de un vast platou calcaros din Lutețian, acoperit în mare parte cu loess și cu un strat de limon, în special pe glacisurile agricole din Valois, precum în partea estică a teritoriului comunal al localității Senlis. Platoul calcaros urcă într-o pantă ușoară spre nord. Pe platoul ușor ridicat al dealului Mont Alta (140,5 m) din pădurea Halatte, calcarul se apropie aproape de suprafață.
Părțile de nord și de sud ale comunei, ocupate de păduri, sunt acoperite cu nisipuri de Auvers (Bartonian inferior sau Auversian), care conferă un aspect de dune zonelor unde vegetația lipsește. În timp ce nisipurile de Auvers, precum și nisipurile și gresia de Beauchamp predomină în pădurile Chantilly și Ermenonville, acestea sunt mai puțin prezente în pădurea Halatte, unde se concentrează pe versanții dealurilor de eroziune (Mont Alta, Saint-Christophe și Mont Pagnotte).
Totuși, partea din pădurea Halatte care se află pe teritoriul comunei Senlis este complet acoperită cu nisipuri auversiene (cu excepția platoului Mont Alta și a extremității nordice, dincolo de drumul Belle-Croix). Mai precis, nisipurile de Auvers se găsesc în câmpiile joase, iar nisipurile de Beauchamp pe versanții colinelor.

### Hidrografie
Locația istorică a orașului domină valea râului Nonette: este un râu cu o lungime de 41 km, care își are izvorul la Nanteuil-le-Haudouin și se varsă în râul Oise, la Gouvieux. La nord de acest loc trece un afluent al râului Nonette, Aunette, care, având o lungime de 14 km, își are izvorul în Rully și se varsă în Nonette la vest de comună.
Cele două râuri mici traversează pajiști umede în numeroase locuri, inclusiv mica zonă mlăștinoasă Bigüe, situată între cartierul Saint-Étienne și cătunul Villemétrie, străbătută de râul Nonette. În plus, Nonette se împarte în două brațe la est de Mont-l'Évêque, care se reunesc din nou la abația de la Victoire: o deviație numită Sangle trece pe la poalele castelului și drenează apa din pajiștile umede, facilitând astfel agricultura. De la abația de la Victoire până la sudul orașului Senlis, Nonette a fost, de asemenea, deviată în Evul Mediu pentru a trece prin fața zidurilor orașului și a deveni parte din strategia defensivă. Aici, deviația este cea care poartă numele de Nonette, iar pârâul care curge pe vechea sa albie se numește râul fântânii Saint-Urbain, după o sursă care îl alimentează.
Aunette este alimentată de mai multe pâraie scurte la est și la vest de cartierul Villevert. Formează un iaz în Parcul Ecologic, la limita nord-estică a orașului, și un alt mic iaz în Villevert. Spre sfârșitul traseului său, la vest de cartierul des Arènes, acest mic râu prezintă, de asemenea, un al doilea braț la traversarea unei pajiști umede.
În contrast cu zonele umede din albiile râurilor și pârâurilor mici, pădurile de la nord și sud de Senlis se remarcă prin sărăcia în apă. În pădurea Halatte, pe Mont Alta, se află singura baltă forestieră permanentă din masiv. Diferitele izvoare din pădurea Halatte nu au origine naturală și au fost amenajate pentru animalele sălbatice; pe teritoriul comunei Senlis există două dintre aceste izvoare, situate pe parcelele 244 și 297, având margini din piatră cioplită.
Aprovizionarea cu apă potabilă era problematică în Senlis înainte de introducerea apei curente. Râurile Nonette și Aunette furnizau o apă uneori calcaroasă și selenitică, care putea provoca disconfort persoanelor cu stomac sensibil, dar care, în general, era de o calitate destul de bună. În oraș, exista un singur puț care furniza apă de aceeași calitate, situat în piața Notre-Dame. Apa celorlalte puțuri era prea selenitică, nepotrivită pentru consum, incapabilă să gătească legumele sau să dizolve săpunul. Din acest motiv, majoritatea locuitorilor consumau apă din râul Nonette, ceea ce prezenta riscuri sanitare, deoarece acolo se spălau și rufele.

### Climă
În 2010, clima comunei era clasificată ca fiind de tip oceanic degradat al câmpiilor din Centru și Nord, conform unui studiu al CNRS bazat pe o serie de date care acoperă perioada 1971-2000. În 2020, Météo-France a publicat o tipologie a climei din Franța metropolitană, în care comuna se află într-o zonă de tranziție între climatul oceanic și climatul oceanic alterat, situată în regiunea climatică Nord-Est a bazinului Parisian. Această regiune se caracterizează printr-un nivel redus de însorire, o pluviometrie medie distribuită regulat pe parcursul anului și ierni reci (3 °C).
Pentru perioada 1971-2000, temperatura medie anuală este de 10,9 °C, cu o amplitudine termică anuală de 15 °C. Cantitatea medie anuală de precipitații este de 677 mm, cu 11,2 zile de precipitații în ianuarie și 8 zile în iulie. Pentru perioada 1991-2020, temperatura medie anuală observată la stația meteorologică cea mai apropiată, situată în comuna Creil la 10 km distanță în linie dreaptă, este de 11,2 °C, iar cantitatea medie anuală de precipitații este de 662,2 mm. Pentru viitor, parametrii climatici estimati pentru comună, pentru anul 2050, conform diferitelor scenarii de emisii de gaze cu efect de seră, pot fi consultati pe un site dedicat publicat de Météo-France în noiembrie 2022.

## Urbanism

### Tipologie
La 1 ianuarie 2024, Senlis este clasificată drept centru urban intermediar, conform noii grile comunale de densitate cu șapte niveluri, definită de INSEE (Institutul Național de Statistică și Studii Economice) în 2022. Ea aparține unității urbane Senlis, o aglomerație intra-departamentală care reunește două comune, dintre care Senlis este orașul central. În plus, comuna face parte din aria metropolitană a Parisului, fiind una dintre comunele de la periferie, această zonă reunind 1.929 de comune.

### Utilizarea terenului
Utilizarea terenurilor în comună, așa cum reiese din baza de date europeană privind utilizarea biogeofizică a solurilor Corine Land Cover (CLC), este caracterizată de importanța pădurilor și a mediilor semi-naturale (48 % în 2018), o proporție identică cu cea din 1990 (48 %). Distribuția detaliată în 2018 este următoarea: păduri (48 %), terenuri arabile (22,1 %), zone urbanizate (18,8 %), zone industriale sau comerciale și rețele de comunicații (5,5 %), pajiști (4,6 %), zone agricole eterogene (1 %), spații verzi artificializate, neagricole (0,1 %). Evoluția ocupării terenurilor în comună și a infrastructurilor sale poate fi observată pe diferitele reprezentări cartografice ale teritoriului: harta Cassini (secolul XVIII), harta de stat-major (1820-1866) și hărțile sau fotografiile aeriene ale IGN pentru perioada actuală (1950 până în prezent).

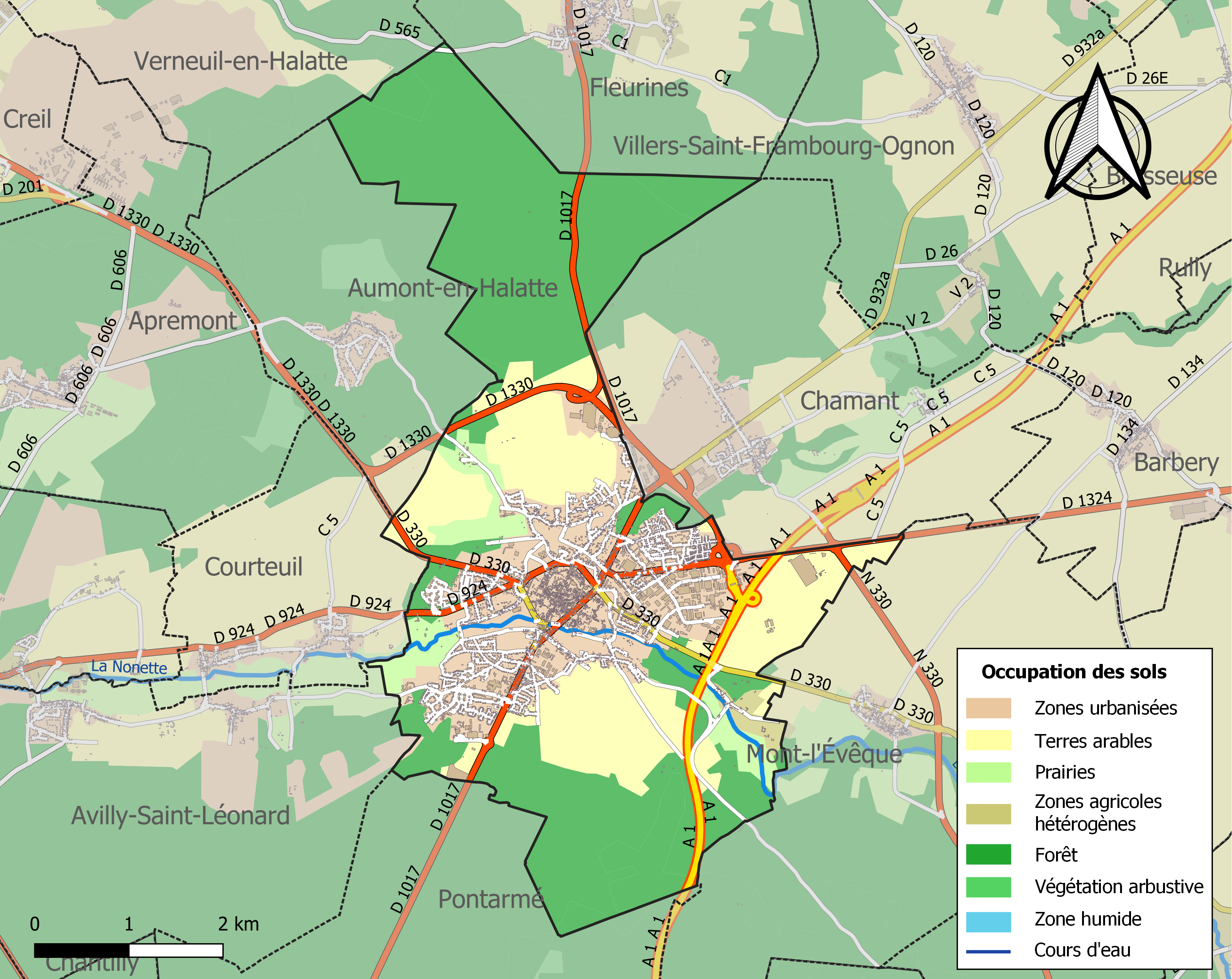
Harta infrastructurii și utilizării terenului a comunei în 2018 (CLC).

### Riscuri și catastrofe naturale
Deși comuna prezintă un risc seismic foarte scăzut, aceasta este expusă altor riscuri: scurgerile de suprafață, cunoscute și sub numele de alunecări de noroi, care pot duce la mișcări de teren, precum și prăbușirile cavităților subterane. Conform inventarului mișcărilor de teren și al cavităților din arondismentul Senlis, 20 % din cele 465 de fenomene și cavități înregistrate afectează direct comuna Senlis. Este principala comună vizată de acest tip de risc, alături de micile sate Thiverny și Éméville, densitatea cavităților subterane fiind de 3,28 pe kilometru pătrat. Acestea includ în principal puțuri, pivnițe și cariere subterane, datând în mare parte din Evul Mediu și cunoscute datorită cercetărilor arheologice. Totuși, Senlis nu face parte dintre comunele cele mai afectate de mișcările de teren. S-au înregistrat prăbușiri ale carosabilului pe strada Sainte-Geneviève nr. 21 și pe avenue de Compiègne, în curtea DDE, în 2005, precum și o tasare cilindrică pe avenue de Chantilly, în 2003.
Comuna a înregistrat, între 1987 și 2021, patru cazuri de scurgeri de suprafață cu inundații, evenimente recunoscute drept catastrofe naturale prin publicarea unor hotărâri de recunoaștere în Jurnalul Oficial. Într-unul dintre cazuri, fenomenul a fost însoțit de mișcări de teren.

### Căi de comunicație și transport

#### Drumuri

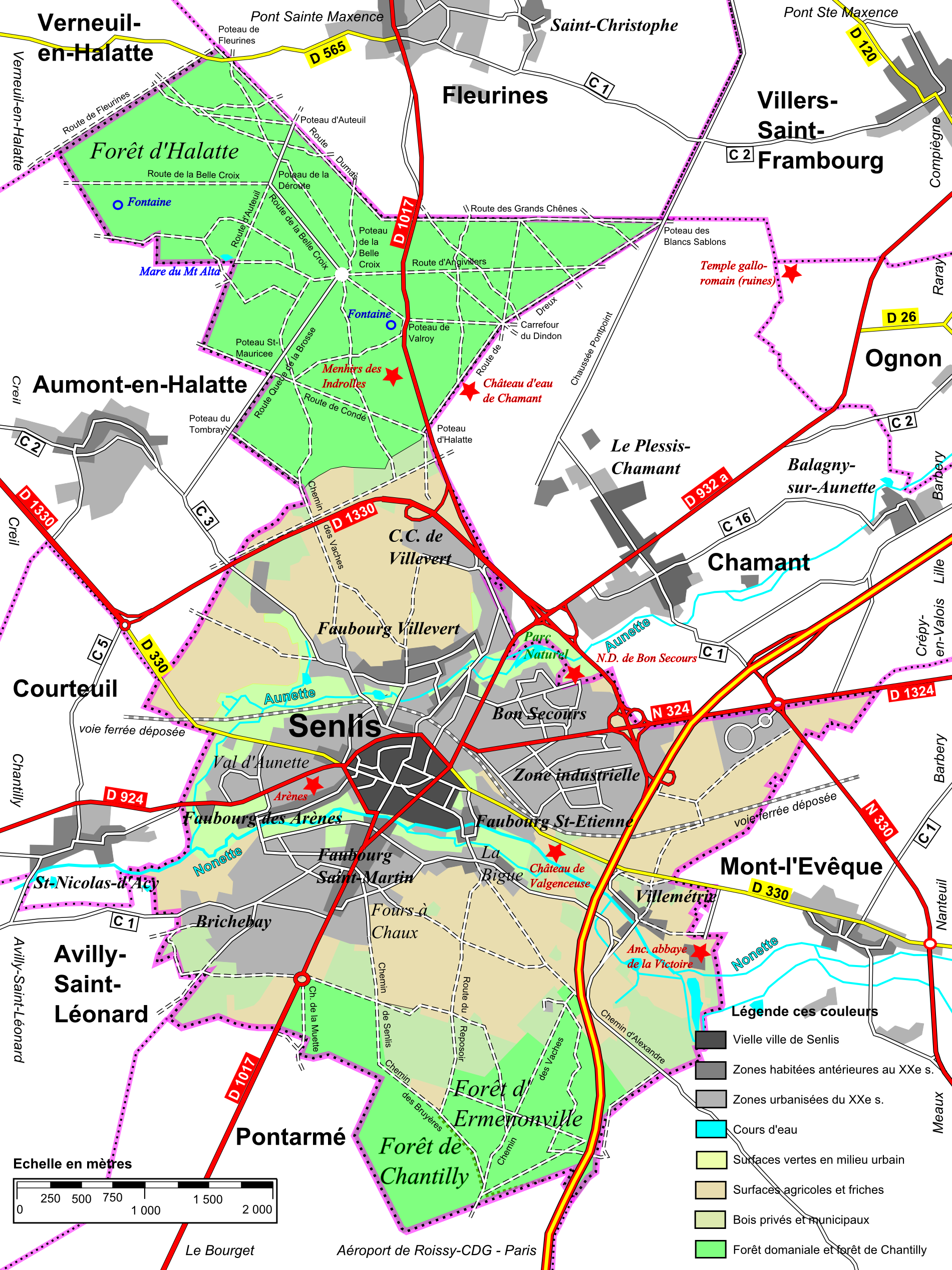
Hartă rutieră și topografică a comunei Senlis.

Situat la patruzeci de kilometri nord de Paris, orașul se află la kilometrul 33 al fostului drum național RN 17. Acest drum era, de fapt, vechiul drum regal care lega Parisul de Lille, al cărui traseu actual prin Senlis datează din anii 1750. Inițial, acesta traversa centrul istoric galo-roman pe Rue Vieille de Paris, Rue du Châtel și Rue de Villevert. Reconfigurarea acestui drum important pe mai multe secțiuni a fost decisă în 1752 și ulterior pusă în aplicare, ceea ce a dus, printre altele, la deschiderea actualei Rue de la République, care a împărțit în două centrul medieval al orașului.
În departamentul Oise, fostul RN 17 a devenit drumul departamental D 1017, în urma transferului majorității drumurilor naționale către departamente, conform decretului din 1 ianuarie 2006.
Senlis se află în apropierea autostrăzii A1, care leagă Parisul de Lille. Tronsonul Senlis-Le Bourget a fost inaugurat pe 30 decembrie 1964. Un an mai târziu, autostrada a fost extinsă până la Roye, iar în 1966 până la Lille. Pe teritoriul orașului se află prima barieră de taxare de la Paris, care corespunde și ieșirii numărul 8.
În Senlis se găsește și sediul regional al Société des Autoroutes du Nord et de l'Est de la France (SANEF) și un district responsabil de întreținerea autostrăzii între Roissy-en-France și nordul orașului Compiègne. În 2005, autostrada asigura locuri de muncă pentru 1.100 de persoane în comună, ceea ce o făcea cel mai mare angajator al orașului.
Senlis se află la 30 de minute de Porte de la Chapelle și la 1 oră și 40 de minute de Lille cu mașina.
Un important nod rutier încă din antichitate, Senlis este traversat de alte drumuri importante. Unul dintre acestea este RN 330, care leagă Meaux de Creil și reprezintă o rută de evitare a Parisului pentru fluxurile de transport între estul și nordul marelui bazin parizian. Acest traseu nu este dublat de o autostradă, așa cum este cazul D 1017 la sud de Senlis, motiv pentru care a beneficiat de un nou traseu, parțial configurat ca drum expres pe mai multe secțiuni, inclusiv o variantă de ocolire nordică a orașului Senlis.
Din păcate, deviațiile de la Mont-l'Évêque și Senlis nu au fost proiectate în continuitate, incluzând astfel o secțiune din RN 324, ultima parte a acestui drum care nu a fost declasificată ca drum departamental. RD 330 corespunde fostului traseu al RN 330 pe teritoriile comunelor Mont-l'Évêque și Senlis.
Un al treilea drum important care traversează Senlis este fosta RN 324, devenită RD 1324 la est de Senlis, spre Crépy-en-Valois, de la sfârșitul anului 2006, în timp ce declasarea continuării sale spre Chantilly în RD 924 datează deja din 1972. De asemenea, merită menționată RD 932 a, către Compiègne, care și-a pierdut din importanță odată cu construirea autostrăzii A1, situată în paralel.
Această RD 932, la fel ca RD 1324 și RD 1017 (la nord de Senlis, menționate anterior), este conectată la varianta de ocolire nord-estică a orașului. Aceasta din urmă permite evitarea traversării orașului de către traficul de tranzit, în condițiile în care cele două drumuri neconectate (RD 924 spre Chantilly și RD 1017 spre Paris) au în principal o importanță regională.

#### Transport feroviar
Senlis a fost conectat la rețeaua feroviară în 1862 prin linia Chantilly - Senlis: aceasta se conecta la gara Chantilly - Gouvieux printr-o bifurcație la nivel situată la nord de viaductul din Chantilly, pe linia Paris - Lille. Trenurile parcurgeau distanța de 12 km în douăzeci de minute și deserveau gările și halte precum Saint-Maximin, Golf de Chantilly, Vineuil, Saint-Firmin, Aumont și Saint-Nicolas.
Linia a fost ulterior prelungită până la Crépy-en-Valois, împărțind traseul cu linia Paris-Laon pe ultimii kilometri la est de gara Ormoy-Villers. Călătoria între Senlis și Crépy dura patruzeci de minute. Clădirea pentru călători a gării din Senlis, distrusă în timpul bătăliei de la Senlis la începutul Primului Război Mondial, a fost înlocuită cu o nouă construcție în 1922.
Perpendiculară pe principalele fluxuri de transport nord-sud, linia a fost închisă traficului de călători în 1938 între Senlis și Chantilly, iar în 1950 între Senlis și Crépy. Spre Chantilly, linia a fost complet dezafectată în 1971, Senlis fiind totuși deservit pentru transportul de mărfuri timp de încă aproximativ douăzeci de ani dinspre Ormoy-Villers, până când linia a fost întreruptă pentru construcția LGV Nord în 1991.
Cu toate acestea, SNCF a continuat să primească călători la gara din Senlis până pe 3 iunie 2003, când ghișeul a fost închis și înlocuit cu o nouă „boutique SNCF” situată în centrul orașului. Biletele SNCF sunt în continuare recunoscute în autocarele de pe linia departamentală 15 Chantilly - Senlis.

## Toponimie
Cea mai veche atestare a numelui orașului antic este civitas Sulbanectium în anul 48: „cetatea Sylvanectilor”, poporul galic care a fondat cetatea și al cărui nume provine, probabil, din termenul galic selvanos, care înseamnă „posesiune, proprietate” și, ulterior, „turmă”. Acest cuvânt s-a confundat mai târziu cu latinescul silvanus, care înseamnă „din pădure”, urmat de sufixul galic -ecti.
Cetatea este menționată ulterior în secolul I sub numele de Augustomagus Silvanectum (Pline cel Bătrân), adică „piața lui Augustus a Sylvanectilor”. Denumirea Augustomagus dispare la sfârșitul secolului al IV-lea. În secolul al V-lea, apare forma Civitas Silvanectum în jurul anului 400. În secolul al VI-lea, numele evoluează fonetic în de Silvanectis (511), iar în secolul al VIII-lea în Selnectensis (770), o formă semi-savanta. Mai târziu devine Seenlys în 1066, iar în final, forma modernă Senlis este atestată în 1388.

## Istorie

### Preistorie

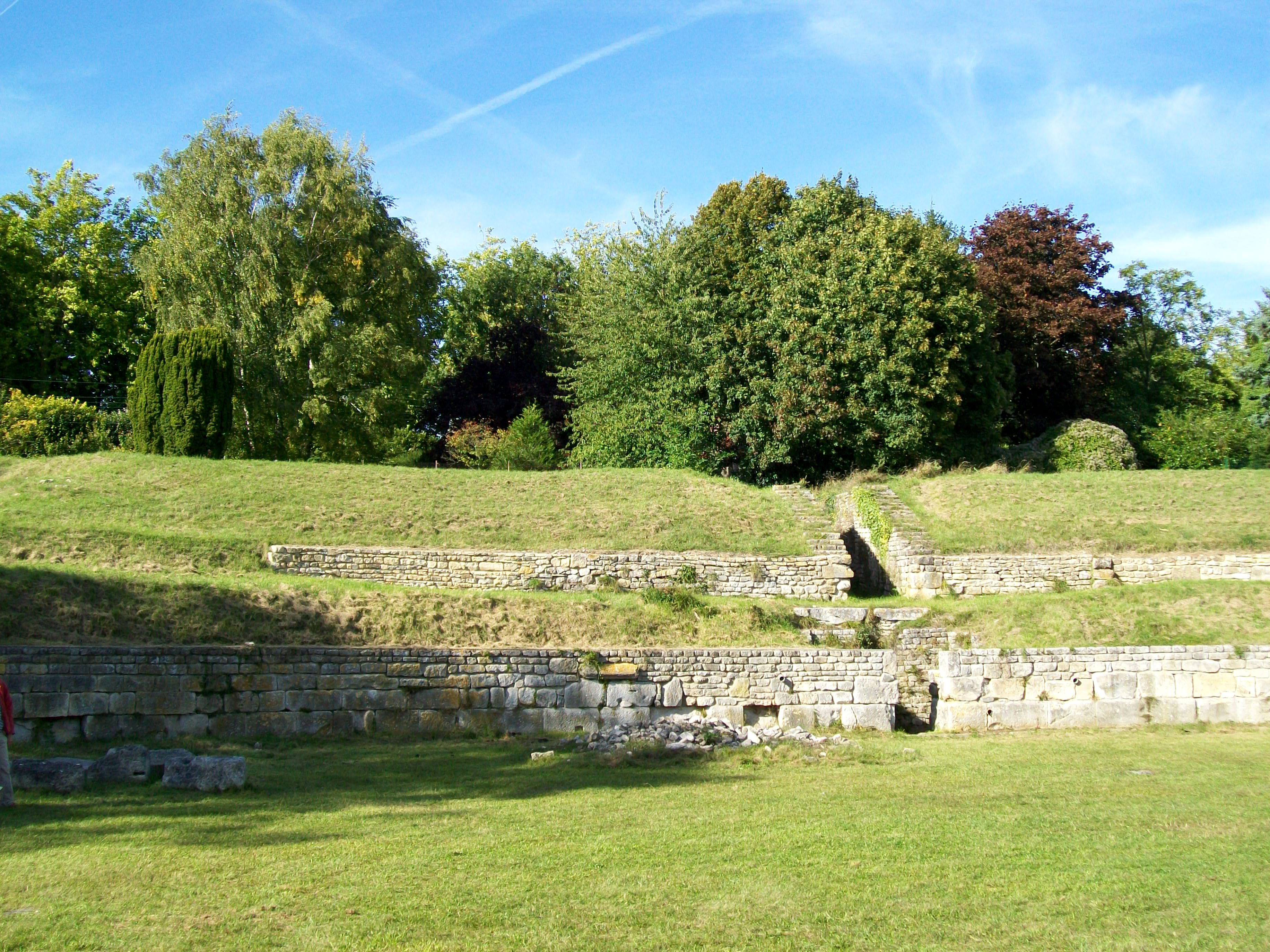
Arene galo-romane din secolul I d.Hr., situate la capătul unei alei înfundate care pornește din piața des Arènes.

Preistoria a lăsat urme pe teritoriul comunei Senlis: unelte din piatră, incinte circulare în pădurea Halatte și menhirele Indrolles, descoperite de Amédée Margry în vara anului 1869 pe parcela 296 din aceeași pădure. Nu departe de drumul Chêne à l'Image se află o altă rocă, numită Pierre qui Corne, perforată cu numeroase găuri, care ar putea fi un menhir. La Chamant a existat o alee acoperită, care însă a dispărut în prezent.

### Antichitate și Evul Mediu Timpuriu
Originile orașului Senlis par să dateze din secolul al II-lea î.Hr., când un trib galic, Silvanectes, locuia în împrejurimi, fără ca existența unui oppidum să fie confirmată.
Probabil de origine romană, orașul era numit atunci Augustomagus — „piața lui Augustus”. S-au descoperit urme ale unor temple, domus (case romane) și ale unui edificiu pentru spectacole antice, precum și ale unor arene, singurul monument care mai există astăzi. În secolul al III-lea sau al IV-lea, Augustomagus a fost înconjurat cu un zid gros de patru metri și înalt de șapte până la opt metri, prevăzut cu douăzeci și opt de turnuri, pentru a face față invaziilor barbare. Suprafața încercuită era de 6,38 ha, însă orașul se întindea mult dincolo de această incintă, așa cum demonstrează, de exemplu, poziția Arenelor și rețeaua ortogonală a unor străzi.
La sfârșitul secolului al IV-lea, sfântul Rieul a evanghelizat regiunea și a devenit primul episcop al orașului Senlis. Prin tratatul de la Andelot din 587, Senlis a fost împărțit între Gontran I, regele Burgundiei, și nepotul său Childebert al II-lea, regele Austrasiei, cel din urmă păstrând două treimi din teritoriu.

### Evul Mediu Mijlociu
Prima mențiune a unui comitat de Senlis datează din anul 823. Mai multe indicii arată că un castel regal exista cel târziu pe la mijlocul secolului al IX-lea: în 854, tezaurul regal se afla la Senlis, iar Carol cel Pleșuv a datat numeroase documente oficiale (charte) din acest oraș.
Contele Bernard de Senlis, neavând moștenitori, a lăsat orașul să intre în posesia lui Hugo Capet, cel târziu în anul 981. Se spune că acesta ar fi fost ales rege de către baronii săi la Senlis în 987, înainte de a fi încoronat la Noyon. Construirea primei catedrale din Senlis a început spre sfârșitul secolului al X-lea. Sub dinastia Capețienilor, Senlis a devenit un oraș regal, reședință a regilor Franței, de la Hugo Capet până la Carol al X-lea.
În secolul al XI-lea, Senlis pare să fi fost un oraș de o anumită importanță, având un castel regal, sediul unui episcopat, o catedrală, cel puțin alte trei biserici parohiale și trei abații, printre care Saint-Vincent, refondată în 1065 de Ana de Kiev. Un conciliu s-a desfășurat aici în mai 1048. Catedrala Notre-Dame din Senlis a început să fie construită în 1154, la inițiativa regelui Ludovic al VII-lea.
În 1170, Ordinul Ospitalierilor a înființat o comanderie, un spital și o biserică în Senlis. Acest ordin era un important proprietar imobiliar în oraș, deținând până la 130 de case, dintre care o parte există încă și astăzi.

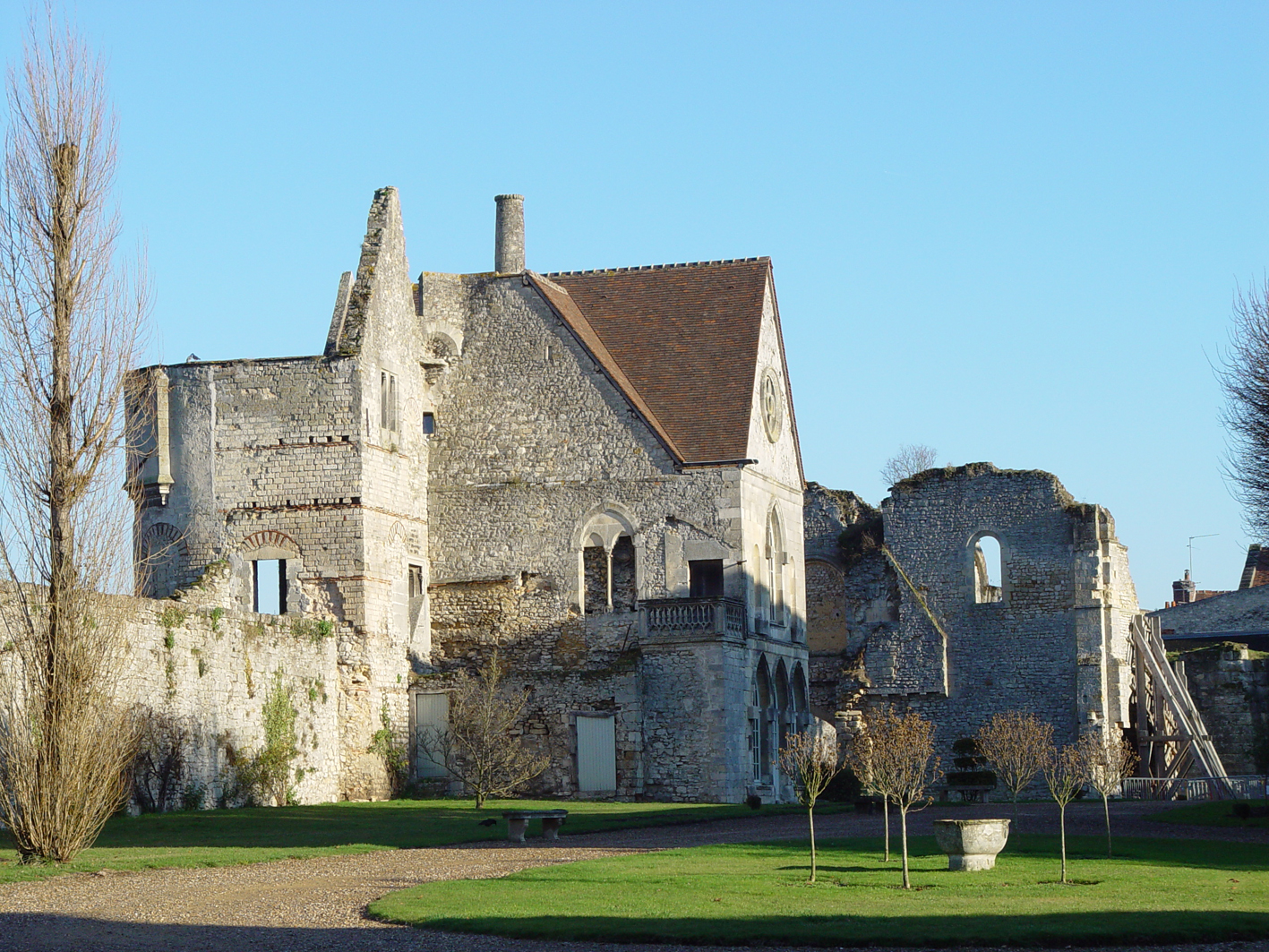
Vestigii ale castelului regal, vedere din parc.

O chartă comunală a fost acordată orașului în 1173 de către regele Ludovic al VII-lea, eliberând locuitorii orașului și supunându-i jurisdicției acestuia, care răspundea direct doar în fața regelui. Un dezavantaj al acestui statut era obligația municipalității de a plăti redevențe diferiților seniori locali, pentru ca aceștia să renunțe la drepturile lor și să respecte charta. Statutul avantajos al locuitorilor a atras persoane din alte locuri să se stabilească aici.
Afacerile orașului erau gestionate de primar și de magistrații municipali; confirmarea regelui era necesară doar în cazuri rare. Primarii din Senlis sunt cunoscuți continuu începând din 1184. Sub domnia lui Filip August, s-a început construcția unei noi incinte fortificate, care, la finalizarea în 1287, înconjura principalele cartiere ale orașului.
În 1232, capela Saint-Étienne a fost ridicată la rangul de parohie, astfel că orașul dispunea acum de opt parohii. Ca simbol al libertății sale, Senlis avea un turn-clopotniță (beffroi), o construcție subțire și elegantă, cu o înălțime de douăzeci și șase de metri, situată la colțul pieței Halle cu strada Saint-Jean (demolată în 1802).
Senlis atinge apogeul său în secolele al XII-lea și al XIII-lea. Orașul prospera din comerțul cu lână, piele și blănuri. O comparație între planurile orașelor Senlis și Paris din secolul al XIII-lea sugerează că Senlis era atunci mai mare decât capitala. Mai multe hale specializate atestă o activitate comercială intensă. Morile de apă se înmulțeau pe râul Nonette, cu aproximativ zece între abația Victoire și Saint-Nicolas-d'Acy.
Viticultura s-a dezvoltat, solul nisipos din jurul orașului fiind considerat favorabil pentru această cultură. Se pare chiar că viticultura era cea mai importantă activitate agricolă din împrejurimile imediate ale orașului Senlis. În jurul anului 1265, a fost creată bailliage-ul de Senlis, al cărui teritoriu foarte vast acoperea regiunea Beauvaisis și Vexinul francez.
Încă de la sfârșitul secolului al XII-lea, situația financiară a comunei a devenit îngrijorătoare, din cauza sarcinilor financiare prea mari, dar și a unor acte repetate de delapidare. În 1319, comuna, împovărată de datorii, a fost desființată la cererea majorității locuitorilor. Primarul a fost înlocuit de attournés, care acționau sub autoritatea bailli-ului, dar erau aleși anual de locuitori în adunarea generală.
În practică, foarte puține lucruri s-au schimbat, cu excepția faptului că orașul nu se mai autoguverna decât cu toleranța bailli-ului, care nu dorea să se ocupe direct de treburile orașului.

### Evul Mediu Târziu

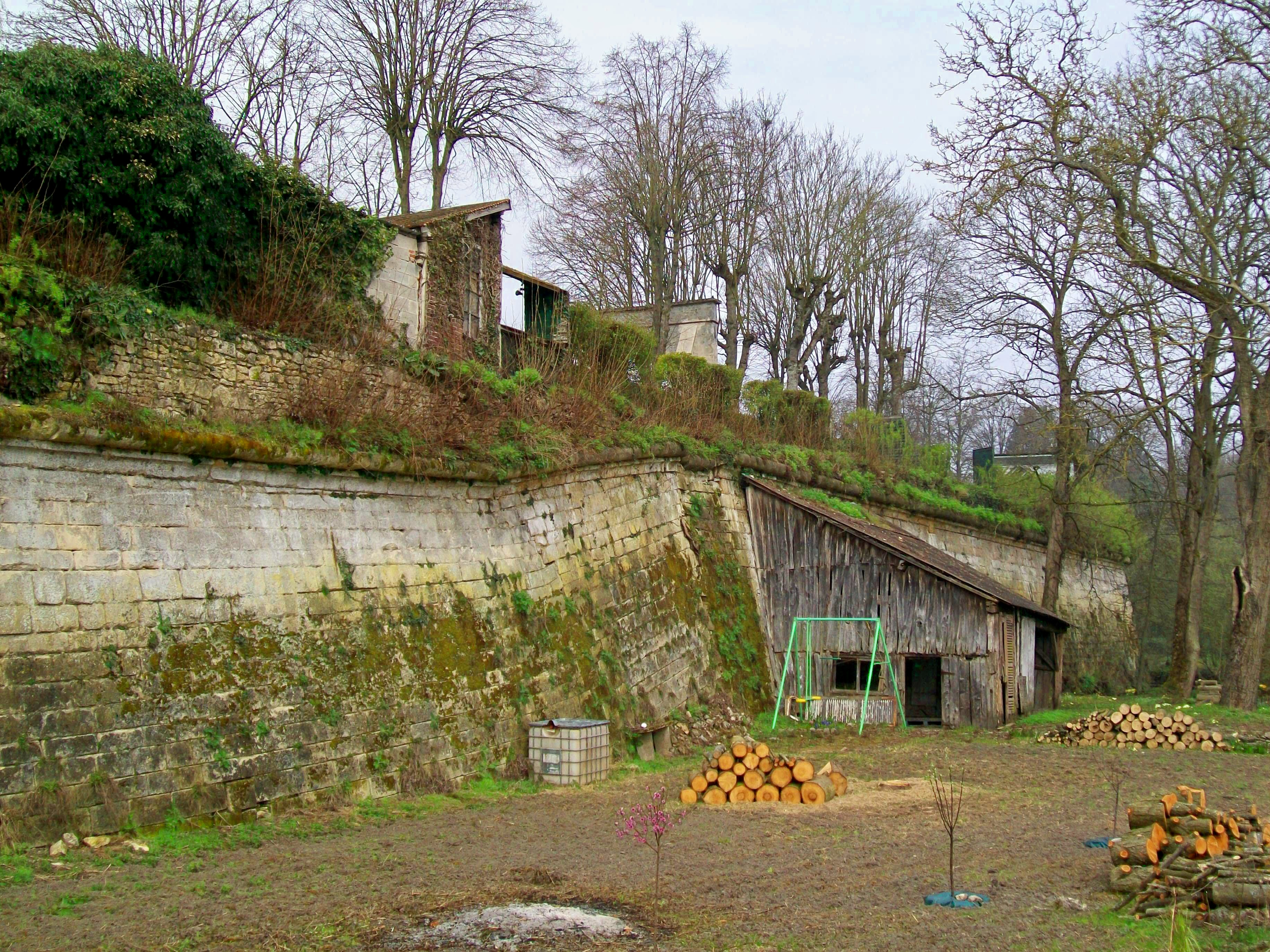
Bastionul porții Meaux, adăugat zidurilor medievale în 1544.

Senlis se transformă treptat dintr-un oraș comercial într-o aglomerație de așezăminte religioase, numărul mănăstirilor ajungând la șase, fără a include spitalele și capitulele. Aceste așezăminte ocupau o mare parte din suprafața orașului (peste 30 % la sfârșitul secolului al XVII-lea) și cumpărau case de la particulari pentru a se extinde.
Războiul de 100 de Ani începe să-și facă simțită prezența la Senlis odată cu marea Jacquerie, iar orașul este atacat de nobili pe 11 iunie 1358, însă locuitorii se apără cu succes.
În septembrie 1417, Senlis este convins de ducele de Burgundia, Ioan fără Frică, să se alăture taberei sale. La sfârșitul anului 1417, burgunzii preiau cu ușurință controlul asupra orașului. În anul următor, regele Carol al VI-lea îi încredințează lui Bernard VII de Armagnac misiunea de a recuceri orașul rebel. Senlis este asediat la sfârșitul lunii aprilie 1418 și acceptă capitularea în schimbul predării a șase ostatici voluntari armatei atacatoare.
Cu toate acestea, ajutorul burgunzilor sosește în ultimul moment. Furios, d’Armagnac ordonă decapitarea a patru ostatici, iar burgunzii, ca represalii, execută douăzeci de soldați din tabăra armagnacilor. În final, armatele se retrag. Căpitanii burgunzilor trec de partea regelui, declarând că, deși au luptat împotriva armagnacilor, rămân fideli regelui. Ei întorc astfel spatele fostului lor lider, Ioan fără Frică, care oricum nu fusese prezent în timpul luptelor.
Astfel, pacea se poate instala la Senlis, deși relativă, deoarece în jurul orașului tulburările continuă. Pentru a scăpa de taxele impuse pentru finanțarea reconstrucției, mulți cetățeni se stabilesc în alte locuri. Economia orașului este ruinată, iar câmpurile rămân nearate. La începutul anului 1425, Senlis este jefuit de englezi. Între 14 și 15 august 1429, bătălia de la Montépilloy are loc în apropierea orașului. Armistițiul dintre Carol al VII-lea și ducele de Burgundia, Filip cel Bun, este semnat în 1431 în cadrul unor Stări Generale convocate la Senlis.
În 1475, tratatul de la Senlis, numit și „Pacea de la Senlis”, a fost încheiat de Francisc al II-lea al Bretaniei cu regele Franței Ludovic al XI-lea, la abația regală Notre-Dame-de-la-Victoire, situată lângă Senlis.
În 1493, regele Carol al VIII-lea, fiul lui Ludovic al XI-lea, semnează tratatul de la Senlis cu ducele de Burgundia, Maximilian de Austria.

### Epoca modernă până la Revoluție

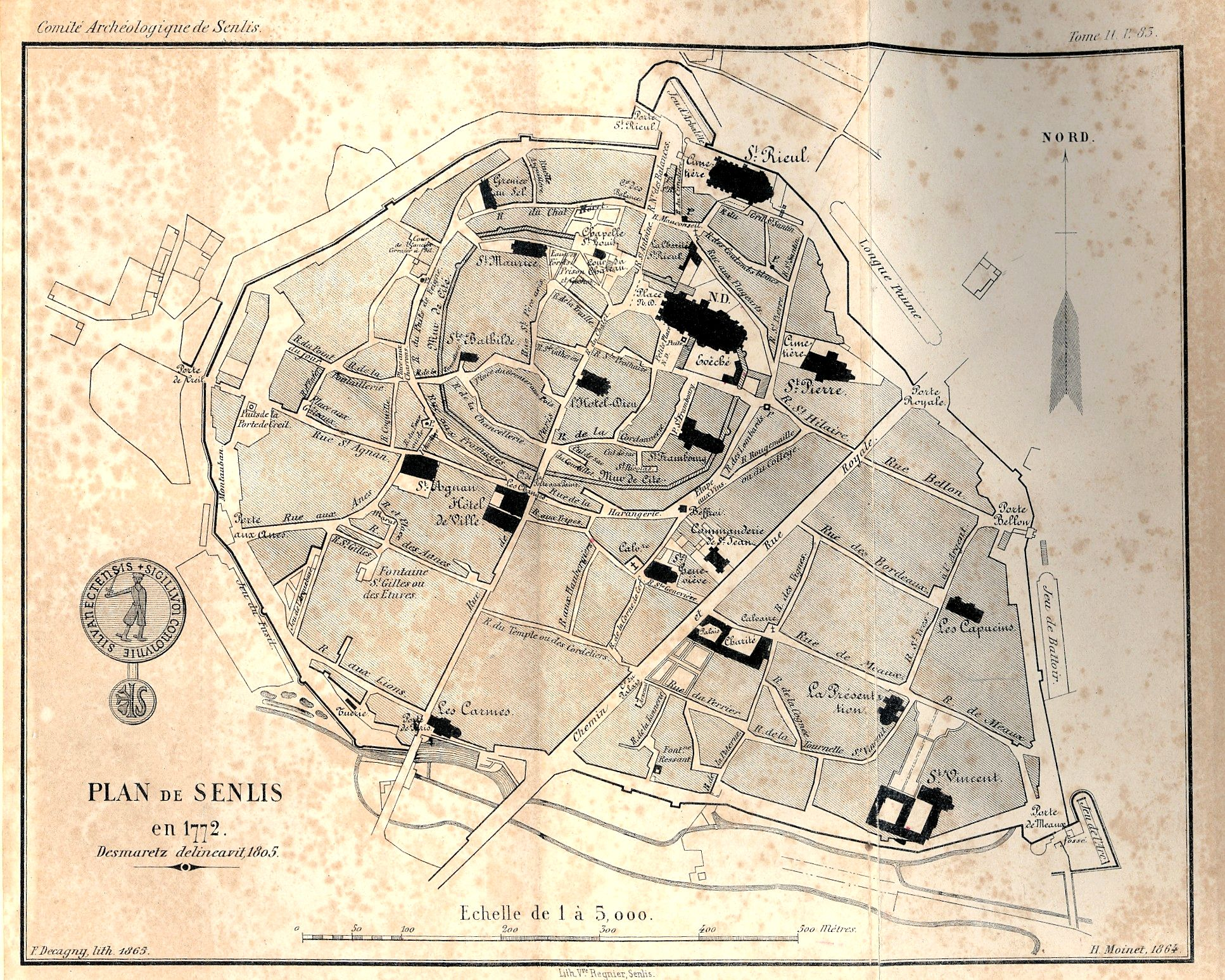
Planul orașului Senlis în 1772, fără suburbii.

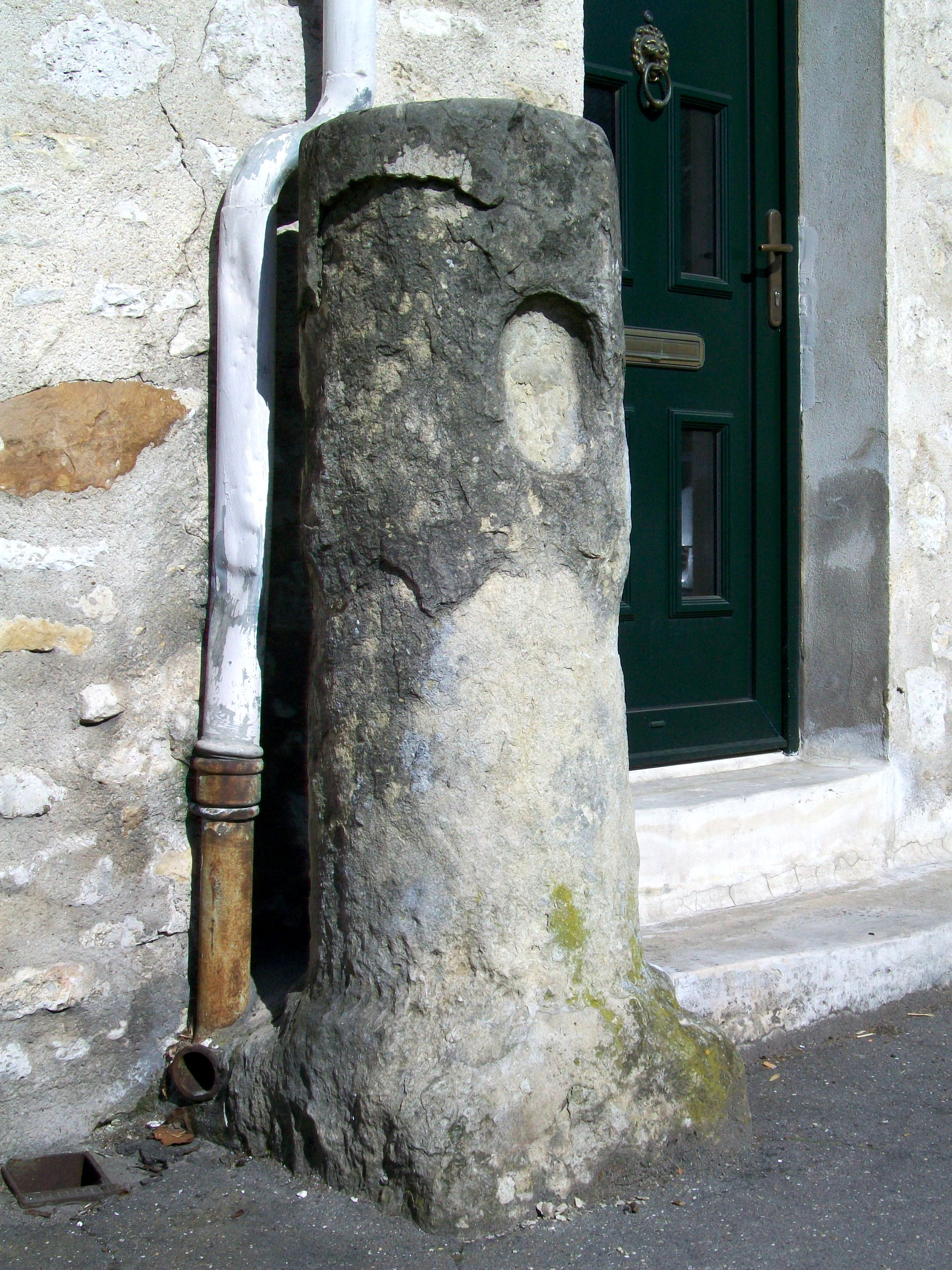
Bornă pe strada Faubourg Saint-Martin, ale cărei flori de crin au fost șterse.

În secolul al XVI-lea, Senlis joacă un rol judiciar important, găzduind mai multe instanțe, precum bailliage-ul, administrația fiscală (élection), depozitul de sare (grenier à sel) și jurisdicția eaux et forêts. Totuși, în 1582, crearea bailliage-ului și prezidiului din Beauvais, urmată de Războaiele Religioase, aduce un nou obstacol în calea redresării orașului.
Epidemiile repetate de ciumă — în 1564, 1580, 1582, 1583, 1584 și 1585 — pun orașul la grea încercare; în Evul Mediu, doar o singură epidemie fusese înregistrată, între 1334 și 1338. În timpul Războaielor Religioase, Senlis se remarcă prin concordia sa, în ciuda prezenței protestanților și a vecinilor afectați de violență (masacrele din Paris și Meaux în 1572).
În 1567, orașul scapă la limită de un atac al unei armate formate din reformați francezi și germani care campau la Saint-Denis, Creil și Beaumont-sur-Oise. Începând cu Senlis, Henric al IV-lea reușește treptat să atragă majoritatea orașelor de partea sa, mai ales după abjurarea protestantismului la 25 iulie 1593, slăbind astfel Liga până la dispariția acesteia.
Timp de trei secole, până în ultimul sfert al secolului al XIX-lea, Senlis a suferit un declin lent, pierzându-și influența economică și o parte din populație. Epidemiile de ciumă, cu impactul lor negativ asupra dezvoltării, au continuat din 1564 până la sfârșitul secolului al XVII-lea, izbucnind în anii 1624-1626, 1629-1630, precum și în 1694 și 1695. Răspândirea bolii a putut fi limitată doar prin măsuri stricte de carantină și prin interdicții de a călători în orașe afectate de ciumă.
În afara acestor episoade întunecate, secolele al XVII-lea și al XVIII-lea au reprezentat o lungă perioadă de liniște și pace, iar până la Revoluția Franceză nu s-au produs evenimente de amploare.
Începând din 1753, strada Royale (actuala rue de la République) a fost trasată în cadrul rectificării drumului spre Flandra (viitoarea RN 17, actualul D 1017), traversând orașul în partea de est. Acesta a marcat începutul demantelării fortificațiilor, deoarece breșele deschise în incintă de noul drum nu au fost reparate. Poarta Saint-Rieul a fost, de asemenea, demolată, iar esplanadele viitorului cours Thoré-Montmorency au fost amenajate ca promenadă pentru locuitori.
Din secolele al XVII-lea și al XVIII-lea, orașul a moștenit un număr considerabil de hôtels particuliers (reședințe urbane de lux), dar, cu excepția străzii Royale, nu a fost întreprinsă nicio amenajare urbană de amploare.
Numărul locuitorilor stagnează în jurul valorii de 4.672, înregistrată în 1765. Bailliage-ul de Senlis includea încă châtellenies (domenii regale) precum Senlis, Compiègne, Creil, Pontoise, Chaumont-en-Vexin și cea mai mare parte a Vexinului francez. Deși Senlis nu mai era un oraș important spre sfârșitul Vechiului Regim, era descris ca fiind foarte curat, cu case spațioase, aproape toate având grădini. Se spunea că bunăstarea era generală, alimentele erau de bună calitate, iar locuitorii se bucurau de o sănătate bună, mulți atingând o vârstă înaintată.
La trei luni după Revoluția Franceză, legea marțială intră în vigoare pe 27 octombrie 1789. Evenimentul marcant de la sfârșitul anului este „atentatul de la Senlis” comis de ceasornicarul Billon împotriva unui cortegiu al Gărzii Naționale, soldat cu două victime inițiale și mai multe altele înainte ca acesta să fie arestat.
Perioada revoluționară a dus la desființarea episcopiei din Senlis și a instituțiilor religioase, cu excepția spitalului de la Charité și a Hôtel-Dieu. Grație unei administrații municipale liberale la început, catedrala a rămas deschisă pentru cultul catolic. Ulterior, o nouă administrație municipală, caracterizată de zel revoluționar, a preluat conducerea, dar a vegheat la menținerea ordinii, respectarea proprietății private și evitarea exceselor.
Sub Convenția Națională, situația se schimbă începând cu 1 august 1793, odată cu debutul Terorii. Frica domină, alimentată de denunțuri calomnioase, iar criza economică devine tot mai apăsătoare. Festivități civice sunt ordonate în numeroase ocazii, în ciuda penuriei de bunuri de tot felul. În februarie 1794, catedrala este transformată în Templul Rațiunii.
Senlis trebuie să hrănească zeci de mii de soldați și caii acestora aflați în trecere. În luna mai, proviziile mai ajung doar pentru zece zile. Totuși, sărbătoarea Ființei Supreme este celebrată cu fast între 4 și 8 iunie, odată cu inaugurarea unui nou loc de cult, Sfântul Munte. Spre sfârșitul perioadei Convenției, situația începe să se normalizeze începând cu luna mai 1795, în ajunul instaurării Directoratului.

### Secolul al XIX-lea
La începutul secolului al XIX-lea, infrastructura orașului este modernizată timid. Iluminatul public este introdus în 1808, iar numerotarea caselor începe în 1815, însă este întreruptă, fiind reluată abia în 1837. Totuși, odată cu încetarea buletinelor de victorie, o criză morală și economică se instalează în 1812.
La sfârșitul lunii martie 1814, Campania Franței se încheie, dar nu fără un ultim eveniment în regiune: Senlis este ocupat pentru scurt timp de prusaci între 1 și 2 aprilie, fără ca orașul să sufere violențe. Ocupația se repetă pe 28 iunie 1815, când feldmareșalul Blücher rămâne câteva zile în împrejurimi. Această invazie durează până la începutul lunii noiembrie, iar orașul suferă din cauza rechizițiilor masive, însă nu se confruntă cu represalii.
O fabrică de cicoare este deschisă în fostul Hôtel-Dieu, iar mai târziu o fabrică de amidon. Acestea angajează până la o sută, respectiv două sute de muncitori. Abația Saint-Vincent este transformată într-o filatură de bumbac, oferind locuri de muncă pentru până la cinci sute de persoane, în special femei și copii. În împrejurimi, carierele de calcar pentru construcții angajează un număr semnificativ de muncitori. Opt cuptoare de var sunt active.
Cu toate acestea, economia începe din nou să decădă, iar industria textilă dispare treptat; doar industria pielăriei rămâne activă. Târgurile și-au pierdut strălucirea de odinioară, iar din cele patru târguri anuale, în 1835 mai supraviețuiește doar târgul Saint-Rieul, organizat primăvara timp de opt zile, începând cu 23 aprilie. În ceea ce privește piețele, este interesant de menționat că piețele săptămânale aveau loc deja marțea și vinerea, la fel ca în prezent.
Circulația rutieră atinge apogeul la începutul Revoluției Industriale; numeroase servicii de diligențe, trăsuri poștale, mesagerii și transporturi de mărfuri tranzitează prin Senlis. Împreună cu circulația individuală și călăreții, acestea aglomerează strada Royale.
Anul 1832 rămâne în analele orașului Senlis prin epidemia de holeră, care a afectat patru sute de persoane, indiferent de sex, clasă sau condiție socială, provocând o sută optzeci și opt de decese. Anul 1838 marchează înființarea Spitalului General, actualul centru spitalicesc, pe locul vechiului spital Saint-Lazare, a cărui capelă există și astăzi.
Sub al Doilea Imperiu, Senlis suferă un declin brusc al traficului rutier, odată cu începutul expansiunii căilor ferate. Potrivit lui Félix Louat, aceasta este o „perioadă de stagnare pentru Senlis”. Fiind evitat de rețeaua de căi ferate a Nordului, din cauza opoziției municipalității față de traseul propus, care dorea să protejeze comercianții și industriașii locali dependenți de traficul rutier, Senlis este conectat la calea ferată abia în 1862, prin Chantilly, și ulterior prin Crépy-en-Valois, în 1870.
Senlis rămâne o mică subprefectură provincială, cea mai mică din departamentul Oise, pierzându-și statutul de centru regional, dar continuând să fie frecventat de înalta societate pariziană.
Războiul din 1870-1871 aduce la Senlis a treia invazie prusacă din acest secol al XIX-lea. Aceasta durează doar douăzeci și patru de ore, neavând loc nicio luptă în oraș sau în împrejurimile sale. Cu toate acestea, uneori, trupe prusace tranzitează orașul sau staționează aici.
În 1871, cenzura și măsurile de securitate devin foarte restrictive. Atitudinea populației rămâne demnă, iar orașul nu înregistrează represalii.
Proclamarea celei de-a Treia Republici nu stârnește o emoție deosebită la Senlis. Datorită eforturilor consiliului municipal, în 1874, orașul obține în sfârșit instalarea unui regiment. Este vorba despre al 6-lea regiment de cuirassieri, care își stabilește cartierul în fostul releu de poștă din faubourg Saint-Martin, transformat în cazarmă, precum și într-o anexă a fostului convent al carmelitelor. După douăzeci de ani, al 2-lea regiment de husari, cu sediul la Meaux, preia ștafeta.

### Secolul al XX-lea
De aproximativ cincisprezece ani, populația orașului Senlis a ajuns la șapte mii de locuitori, menținându-se la acest nivel până după cel de-al Doilea Război Mondial. Siguranța publică pare ușor de gestionat în această perioadă, întrucât poliția municipală dispune de un singur agent în 1900 și de doi agenți începând din 1901, alături de doi gardieni rurali (gardes champêtres).
Se mențin încă unele activități economice tradiționale, cum ar fi spălarea lânii, cu patru spălătorii care dispar în jurul anului 1914. Meseriile legate de pădure, precum tăietori de lemne, cărbunari, negustori de lemn și fabrici de cherestea, sunt numeroase în Senlis.

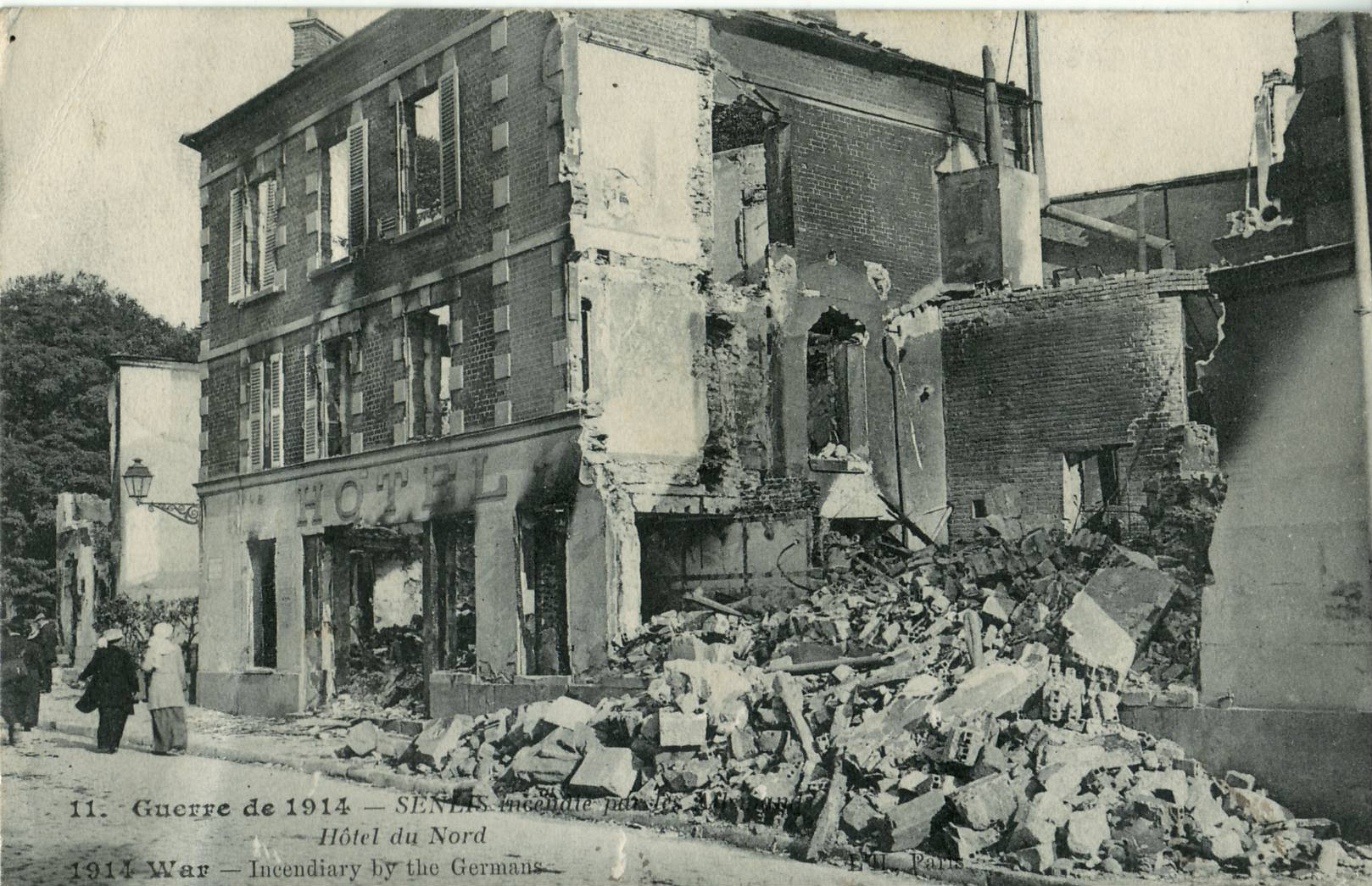
Ruinele Hôtel du Nord.

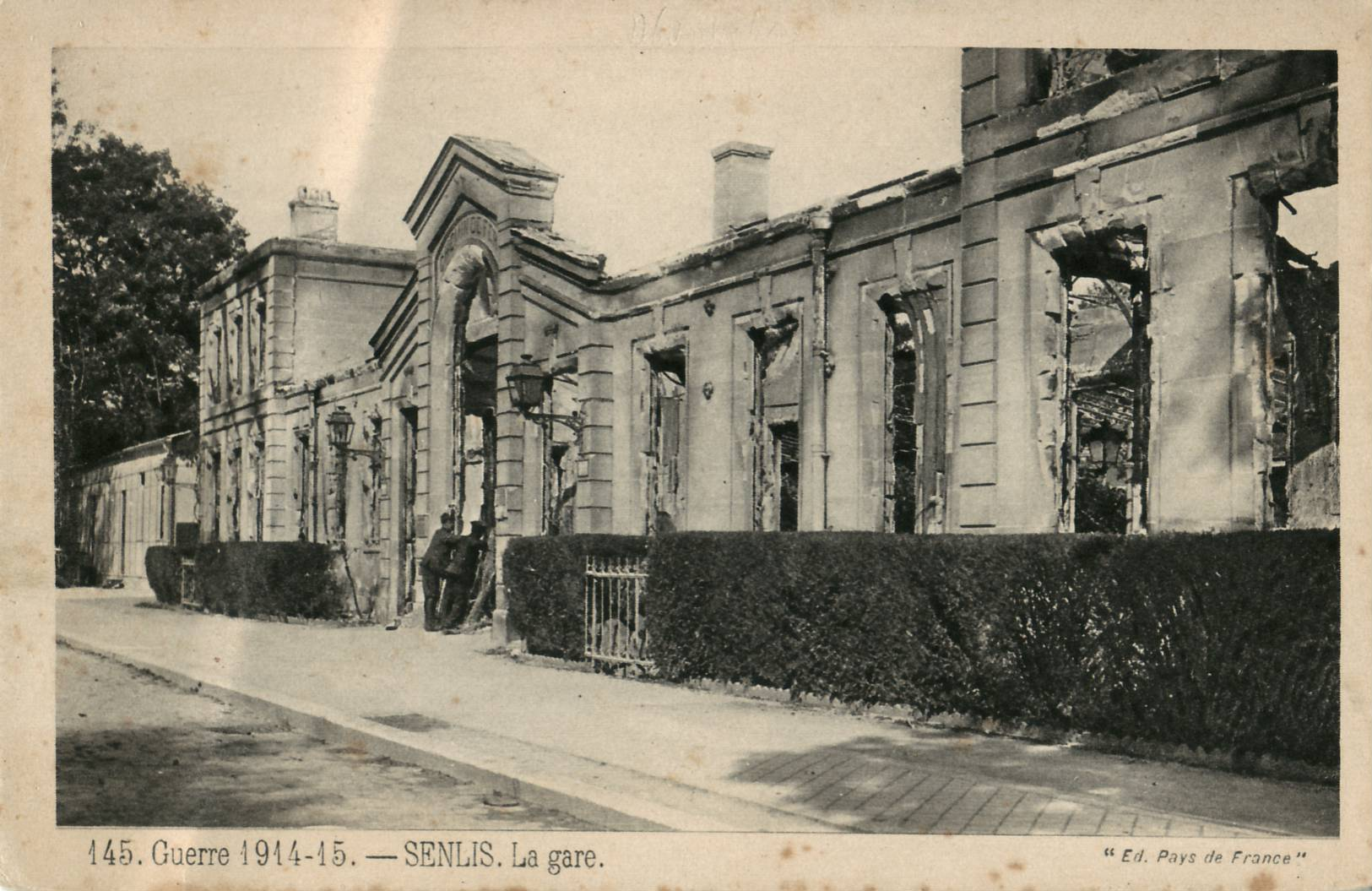
Ruinele gării din Senlis.

La începutul Primului Război Mondial, mai exact pe 2 septembrie 1914, Senlis suferă represalii germane în urma unor focuri trase de ariergarda franceză asupra trupelor de ocupație. O sută zece case de pe rue de la République și rue Bellon sunt incendiate, inclusiv Palatul de Justiție și gara. De asemenea, șase ostatici sunt executați, printre care și primarul comunei, Eugène Odent.
În iunie 1918, un spital militar a fost înființat în oraș, iar în octombrie 1918, mareșalul Foch și-a stabilit cartierul general la hotelul Dufresnes, de unde a coordonat ultimele operațiuni ale Aliaților. Ulterior, al 5-lea regiment de vânători călare s-a mutat în cazărmi, înlocuind al 3-lea regiment de husari.
La 11 iulie 1920, orașul primește Crucea de Război cu mențiune pentru „meritele și suferințele” îndurate în timpul războiului.
Noua administrație municipală încurajează, la începutul anilor 1920, înființarea unei societăți de Locuințe Ieșite din Circuitul Comercial (Habitation à bon marché), finanțând construcția unor case cochete pentru muncitori în suburbii. În 1927, al 24-lea regiment de spahi marocani devine primul regiment colonial care își stabilește cartierul la Senlis. Spahii rămân fideli orașului timp de treizeci și cinci de ani, iar un monument și un muzeu le păstrează vie memoria.
La 15 aprilie 1931, noua clădire a Spitalului General este inaugurată, fiind principalul proiect de dezvoltare de care beneficiază orașul în perioada interbelică. Tot la începutul anilor 1930, transportul de pasageri cu autocare cunoaște o nouă amploare, odată cu crearea a două servicii concurente pe ruta Senlis - Paris, de-a lungul RN 17, operate de societățile Renault și Citroën.
Începând cu 15 mai 1939, traficul de pasageri pe calea ferată între Senlis și Crépy-en-Valois este suprimat.
În timpul celui de-al Doilea Război Mondial, câteva lupte au avut loc la intrarea în oraș, după care Senlis a fost ocupat timp de patru ani. Orașul a fost eliberat de trupele americane în august 1944.
Începând cu anii 1950, dezvoltarea economică a aglomerației pariziene, construcția autostrăzii Nordului, care deservește Senlis din decembrie 1964, și punerea în funcțiune a Aeroportului Paris-Charles-de-Gaulle în 1974 creează o conjunctură favorabilă dezvoltării economice a orașului. Noi cartiere sunt construite în suburbii pentru a face față creșterii rapide a populației.
În 1969, o zonă de activități economice și comerciale este amenajată de-a lungul autostrăzii Nordului. Sunt create mai multe instituții școlare noi, inclusiv liceul Hugues Capet în 1987. În 1962, instituirea legii Malraux privind protejarea patrimoniului permite crearea unui sector protejat de patruzeci și două de hectare în orașul vechi. Casele particulare și monumentele sunt restaurate treptat, iar patru muzee sunt amenajate.
Cadrul istoric al orașului atrage artiști, precum György Cziffra, care restaurează fosta biserică Saint-Frambourg, și producții cinematografice, care găsesc aici un decor ideal, aproape de Paris. Un exemplu este filmul Regele de cupă (Le Roi de cœur) de Philippe de Broca, a cărui acțiune se petrece în 1918.
La 4 iunie 2009 marchează un moment de cotitură în istoria recentă a orașului Senlis, în special pe plan economic: odată cu plecarea definitivă a celui de-al 41-lea regiment de transmisiuni, cazarma „quartier Ordener” este desființată, iar Senlis încetează să mai fie un oraș de garnizoană.
În toamna anului 2010, primăria a prezentat planurile pentru reconversia sitului rămas neutilizat, care include 11 hectare de teren și 22.000 m² de clădiri, fără a lua în calcul hangarele a căror demolare este planificată. Proiectul prevede, în principal, transferul unor instituții municipale în fosta cazarmă și crearea de locuințe.

## Populația și societatea

### Date demografice
Evoluția numărului de locuitori este cunoscută prin recensămintele populației efectuate în comună începând din 1793. Pentru comunele cu mai puțin de 10 000 de locuitori, un recensământ al întregii populații este realizat la fiecare cinci ani, populațiile legale pentru anii intermediari fiind estimate prin interpolare sau extrapolare.
În 2022, comuna număra 15238 locuitori, în creștere cu +4,44 % față de 2016 (Oise: +0,87 %, Franța fără Mayotte: +2,11 %).
| An        | 1793 | 1821 | 1841 | 1856 | 1876 | 1886 | 1901 | 1921 | 1936 | 1962 | 1982  | 2006  | 2014  | 2022  |
| --------- | ---- | ---- | ---- | ---- | ---- | ---- | ---- | ---- | ---- | ---- | ----- | ----- | ----- | ----- |
| Populație | 4429 | 4662 | 5320 | 5881 | 6545 | 7127 | 7115 | 6472 | 7549 | 9371 | 14514 | 16452 | 15292 | 15238 |

## Cultura locală și patrimoniul

### Locuri și monumente

#### Monumente clasate
- Catedrala Notre-Dame[137]: construită în secolele al XII-lea și al XIII-lea, este cel mai important monument medieval din oraș. Această mică catedrală, ridicată pe incinta galo-romană, face parte din grupul catedralelor de artă gotică timpurie, inspirate de modelul bazilicii Saint-Denis. Portalul vestic, din secolul al XII-lea, conține cea mai veche reprezentare a temei Încoronării Fecioarei Maria, care a servit drept model pentru numeroase edificii ulterioare. Portalul sudic flamboyant, din secolul al XVI-lea, operă a lui Martin și Pierre Chambiges, ilustrează evoluția artei gotice. Turla înaltă a catedralei, de șaptezeci și opt de metri, o face vizibilă de la mare distanță prin câmpia Valois.
- Fosta bibliotecă a capitlului, situată în fața portalului nordic al catedralei[138]: un etaj cu grinzi de lemn și umplutură din cărămizi roșii, construit pe baza turnului nr. 2 al incintei galo-romane, cunoscut sub numele de „turnul Bibliotecii”. Contrar inscripției de pe placă, biblioteca a fost construită între 1390 și 1410 sub Pierre l'Orfèvre, și nu în 1528.
- Arenele galo-romane[139]: Edificiul antic pentru spectacole datează din secolul I d.Hr. și găzduia în principal lupte cu animale, dar și spectacole de teatru, dans și cântece. Arena are forma unei elipse, cu axele de 34 m și 41 m, fiind clasificată printre exemplele de dimensiuni mici. Gradenele, săpate în stâncă până la jumătatea înălțimii și extinse cu o structură din lemn, puteau primi cel puțin nouă mii de spectatori. Arena a fost abandonată cel târziu la începutul secolului al VI-lea[140].
- Castelul regal și prioratul Saint-Maurice, impasse Beaume[141]: Clădirea principală și capela Saint-Denis au fost construite înainte de 1137. Aceste edificii au fost remodelate de mai multe ori până în secolul al XVI-lea, Henric al IV-lea fiind ultimul rege care a locuit aici[142]. Prioratul vecin a fost fondat în jurul anului 1260 de către Sfântul Ludovic, pentru a adăposti relicvele Sfântului Mauriciu.

Cloisterul a fost distrus în secolul al XVIII-lea, iar o locuință pentru prior a fost construită (actualul sediu al Muzeului Vânătorii). Din prioratul original se păstrează, printre altele, dormitorul călugărilor, cu o structură magnifică din lemn, care datează din jurul anului 1500.
- Fosta abație Saint-Vincent, Rempart Bellevue[143]: Reconstruită din ruinele sale în 1065 de regina Ana de Kiev, abația a fost încredințată călugărilor genovefeni. În 1138, abația a fost afiliată la Saint-Victor din Paris, dar a revenit sub conducerea genovefenilor când cardinalul de La Rochefoucauld a devenit abate comendatar. Clădirile au fost reconstruite în secolul al XIII-lea și ulterior în secolul al XVII-lea[144].

În 1791, abația a fost desființată, împreună cu toate instituțiile religioase din Senlis, iar din 1837 găzduiește un liceu privat.
- Biserica Saint-Aignan, rue de Beauvais (vestigii)[146]: construită în prima jumătate a secolului al XI-lea, biserica a fost renovată în secolul al XIII-lea. În 1792, a fost vândută ca bun național, iar o parte din navă a fost demolată în 1806. Clădirea a fost utilizată ulterior ca teatru, cinematograf și spațiu cultural privat, însă în prezent este dezafectată[147][148].

- Biserica colegială Saint-Frambourg, piața Saint-Frambourg[149]: Biserică colegială fondată de Adelaide de Aquitania, soția lui Hugo Capet, în secolul al X-lea, pentru doisprezece canonici. Biserica actuală a fost construită începând cu anul 1169, iar nava a fost finalizată în jurul anului 1230. Vândută ca bun național în 1790, a fost transformată în Templul Rațiunii[n 7], iar în 1815 a devenit manej pentru armata prusacă. Ulterior, a fost utilizată ca magazin, depozit și garaj. Pianistul György Cziffra a cumpărat-o, a restaurat-o și a transformat-o într-un auditoriu.
- Fosta biserică parohială Saint-Pierre, piața Saint-Pierre[150]: Construcția sa s-a desfășurat între secolul al XI-lea și secolul al XVI-lea, când au fost realizate fațada și turnul sudic. Clădirea a fost vândută ca bun național în 1792 și a servit ca piață acoperită între 1881 și 1974, înainte ca orașul să o transforme într-o sală polivalentă între 1977 și 1979[151][152]. Fosta biserică a fost renovată între 2009 și 2017[153].
- Fostul palat episcopal[154]: Capela cunoscută sub numele de capela cancelarului Guérin a fost construită în jurul anilor 1214-1215. Palatul episcopal propriu-zis datează de la sfârșitul secolului al XV-lea, iar capela Îngerilor a fost amenajată înainte de 1515 într-un turn gallo-roman. O galerie în stil renascentist a fost adăugată între 1526 și 1567. Palatul a devenit proprietatea Consiliului parohial în 1791 și a avut diverse utilizări în secolul al XIX-lea. În 1989, orașul Senlis a deschis aici muzeul municipal de artă și arheologie[155][156]. Clădirea a fost complet restaurată între 2007 și 2011.
- Fostul spital de la Charité, strada de Meaux, strada de la Poterne și strada du Temple[157]: Complexul a fost construit succesiv între 1687 și 1752. Biserica spitalului, în stil clasic, a fost sfințită pe 5 septembrie 1715. Instituția s-a specializat în îngrijirea pacienților psihiatrici în secolul al XVIII-lea, dobândind renume în acest domeniu. O ultimă extindere a spitalului a fost finalizată în 1771, incluzând o curte de onoare pe noua stradă Royale (actuala strada République). Revoluția nu a întrerupt funcționarea spitalului, care însă s-a închis în 1833, în urma fuziunii cu Spitalul General din Senlis. Ulterior, clădirea a fost împărțită pentru diverse utilizări: școală, închisoare, subprefectură, tribunal civil și muzeu municipal în capelă, între 1887 și 1956[99][100][101][102][113]. În timpul bătăliei de la Senlis, pe 2 septembrie 1914, clădirile tribunalului și subprefecturii au fost distruse; acestea au fost reconstruite într-o formă simplificată în 1973[158][159]. Clădirile din secolul al XVIII-lea au fost transformate în locuințe până în 2011, capela rămânând însă nefolosită.
- Hôtel du Haubergier - 27 rue Sainte-Geneviève / 20 rue du Haubergier[160]: Construit în 1522 pentru un nobil din Chantilly. Ca multe alte clădiri din oraș, este prevăzut cu un turn hexagonal pe fațada din spate, care adăpostește o scară în spirală ce deservește etajele. Turnul a fost parțial reconstruit în anii 1950, în urma pagubelor cauzate de un obuz german în 1940[161]. Între 1927[162] și 1981, clădirea a găzduit muzeul de arheologie, după ce a fost cumpărată de primărie în 1952, când a primit în donație colecțiile muzeului[163]. Ulterior, muzeul a fost mutat în fostul palat episcopal[164].
- Hôtel de Faucigny-Lucinge sau Hôtel du Plat-d'Étain, 23 rue de Beauvais: Acest hôtel particulier din secolul al XVIII-lea a fost în mare parte reamenajat în secolul al XIX-lea. Fațada sa, care nu este vizibilă din stradă, are două niveluri bine delimitate orizontal de cornișe, în timp ce verticalitatea este accentuată de pilaștri ușor proeminenți. Frumoasele lucarne cu frontoane curbilinii adaugă un element decorativ, întrerupând monotonia liniilor drepte[165][166].

### Monumente înscrise
- Incinta gallo-romană[167]: Este una dintre cele mai bine conservate din Galia de nord. Construită în secolele al II-lea și al IV-lea, avea o lungime de 840 m. Dintre cele douăzeci și opt de turnuri, cincisprezece s-au păstrat până în prezent, uneori integrate în clădiri mai recente, la fel ca incinta în sine. Turnurile sunt pătrate pe partea interioară a orașului și rotunde pe partea exterioară. Zidul are o înălțime de șapte până la opt metri și o grosime de trei până la patru metri. Spațiul delimitat de incinta gallo-romană se numește cité (cetate) și măsoară 312 m de la est la vest și 242 m de la nord la sud, având o suprafață de 6,38 ha. Două, apoi trei porți permiteau accesul în cetate, la care se adaugă o poternă cunoscută sub numele de falsa poartă, care există încă pe strada Treille[42][168][169].
- Incinta medievală[170]: Construcția sa a început sub domnia regelui Filip-Auguste, spre sfârșitul secolului al XII-lea, iar extinderea până la abația Saint-Vincent, finalizată în 1287, marchează încheierea lucrărilor. Totuși, îmbunătățiri au fost aduse sistemului defensiv al orașului Senlis și în secolele următoare. Până la începutul secolului al XV-lea, orașul avea patru porți, fără a include poterna Tisserands, care s-a păstrat până în prezent, spre deosebire de porți.

Sub domnia lui Ludovic al XI-lea, între 1465 și 1480, fortificațiile au fost consolidate, transformând Senlis într-o fortăreață de prim rang. La începutul secolului al XVI-lea, reconstrucțiile au fost reluate, iar lucrări importante au fost executate începând din 1544, sub conducerea lui Jean-François de La Rocque de Roberval, incluzând bastionul porții de Meaux.
După pagubele suferite în timpul războaielor religioase, în special în timpul asediului orașului Senlis din mai 1589, o ultimă campanie de construcție a fost lansată, finalizată la 16 iunie 1598, care a adăugat șase noi contraforturi și platforma Montauban.
Demolarea fortificațiilor medievale dintre poarta aux Ânes și poarta Bellon a început în 1805 și a continuat până în 1837, când poarta de Compiègne a fost distrusă. La sud și est, zidurile de apărare s-au păstrat: bulevardul Otages, rempartele Bellevue și Escalade, însă porțile și toate turnurile, cu excepția uneia (lângă poarta aux Ânes), au fost demolate. Rămășițe ale porții de Meaux, înscrise ca monument istoric la 5 aprilie 1930, pot fi încă văzute.
- Hôtel Raoul de Vermandois, piața parvis Notre-Dame[175]: Se presupune că a fost construit pentru Raoul I de Vermandois, însă construcția nu a fost finalizată decât după moartea sa, în 1152. Totuși, cele mai vechi părți ale casei actuale par să dateze abia din secolul al XIV-lea. Etajul și turnulețul cu scara în spirală au fost construite în secolul al XVI-lea. Pe partea dinspre grădină, s-au păstrat zidul cetății și unul dintre cele douăzeci și opt de turnuri[176]. Orașul a achiziționat clădirea în 1976[177] și a amenajat un mic muzeu de istorie la parter în 1989.
- Hôtel des Trois-Pots, 33 rue du Châtel[178]: Menționat încă din 1292, a fost inițial un conac transformat ulterior în hotel pentru călători, cunoscut și sub numele de Hôtel du [petit] Pot d'Estaing. Mica firmă sculptată în piatră este încă vizibilă. În secolul al XVI-lea, clădirea a fost remodelată, primind o fațadă din cărămidă, într-o linie frântă, cu colțuri din piatră în relief. În pivnițele pe două niveluri se mai păstrează capiteluri sculptate din secolele XIII și XIV[179].
- Fostul Hôtel-Dieu de Gallande, 26 rue du Châtel[180]: Fondat în 1223 de către seniorul de Gallande, a fost construit pentru a înlocui spitalul din suburbia Saint-Martin. Având capacitatea de a găzdui două duzini de bolnavi, era administrat de Augustiniene, ajutate de surori laice, în timp ce frații se ocupau de conducerea administrativă. În 1696, surorile din ordinul Sfântului Vincent de Paul au preluat gestionarea. Astfel, ospiciul a funcționat până în 1792, dar Revoluția a provocat distrugeri masive, lăsând în picioare doar zidurile și capela construită în 1503, ale cărei bolți au fost însă distruse[181]. Astăzi, clădirea adăpostește Caisse d'Épargne. Lipsită de un zid spre sud, din sala ghișeelor se poate observa fosta capelă, care servea și drept locuință pentru bolnavi[182].

- Hôtel des Trois-Morts, 15 rue du Châtel[183]: Fostul sediu al cancelariei. În marea sală a clădirii se ținea adunarea orașului, de exemplu în anul 1417[184][185].
- Hôtel de la Chancellerie sau fostul Hôtel d’Hérivaux, 23 rue de la Chancellerie[186]: Își datorează numele lui Henri de Marle, numit cancelar al Franței pe 8 august 1413 și asasinat cinci ani mai târziu. Construit în întregime din piatră, hotelul are două etaje și este ridicat în spate pe zidul incintei gallo-romane. Sub frontoane, fațadele funcționale păstrează în mare parte aspectul original după recenta restaurare, în timp ce fațada principală, orientată spre stradă, este concepută pentru a impresiona. Aceasta a fost remodelată în stil renascentist, cu pilaștri ionici la primul etaj și corintieni la al doilea, și este încadrată de două turnuri hexagonale[187].
- Primăria, rue de Beauvais / rue du Châtel[188]: Reconstruită și extinsă prin anexarea halei măcelarilor, în urma unei decizii din 3 noiembrie 1495, clădirea păstrează încă aspectul unor construcții distincte. Structura sa datează în principal de la sfârșitul secolului al XV-lea, în special fațada de pe rue de Beauvais, dar include și elemente din Evul Mediu și din secolul al XVIII-lea (1753-1767), când fațada de la colțul celor două străzi a fost remodelată. În interior, puține elemente vizibile din trecut au supraviețuit modificărilor și modernizărilor succesive, cu excepția turnului scării poligonale[189], a unei curți interioare vechi și a câtorva detalii.
- Mănăstirea carmeliților, 4 rue Vieille de Paris[190]: Fondată în 1303 de ordinul Bonshommes și vândută carmeliților desculți în 1641, care au inițiat reconstrucția acesteia. Portalul bisericii Notre-Dame de la Charité din 1303 (fără legătură cu spitalul de la Charité) a fost complet reconstruit. Având o arhitectură simplă și elegantă, biserica, cu o singură navă, măsoară douăzeci și cinci de metri lungime și zece metri lățime, iar corul său este pentagonal. Turnul-clopotniță a fost demolat în 1792, după vânzarea mănăstirii ca bun național. După decenii de întreținere deficitară, edificiul amenință astăzi să se prăbușească, spre deosebire de clădirile conventuale, care au fost reabilitate și transformate în locuințe[191][192].
- Fostul convent de la Présentation, rue de Meaux[193]: Ultimul așezământ religios fondat la Senlis sub Vechiul Regim, în 1628-1629. Construcția bisericii a început în 1639, aceasta fiind situată pe rue de Meaux, la colț cu rue de la Tournelle Saint-Vincent. Călugărițele trăiau sub regula Sfântului Augustin și gestionau o pensiune pentru tinere fete, precum și o școală gratuită pentru fete[194][195]. Capela și două laturi ale claustrului conventului de la Présentation au fost distruse în timpul Revoluției. Pe lângă clădirea în formă de L, cunoscută drept „cartierul Saint-Louis”, s-au păstrat în special clădiri de serviciu, inclusiv vechile bucătării și alte spații, precum și fosta școală situată la nord de rue de Meaux, separată de conventul propriu-zis prin această stradă, cu grădina deschizându-se spre rue des Bordeaux.

- Hôtel de Rasse de Saint-Simon, rue Bellon[196]: Denumit astfel după Casa Rouvroy de Saint-Simon, legată de senioria de Rasse. Construit în 1522, hotelul propriu-zis este o clădire cu puțin caracter, spre deosebire de zidul înalt de incintă cu portalul său. Zidul este decorat cu pilaștri, medalioane și console inversate în stil renascentist, având motive variate[197].
- Fosta gară, avenue du maréchal de Lattre de Tassigny[198]: Construită în stil neorenascentist anglo-normand de arhitectul Gustave Umbdenstock în 1922, a înlocuit vechea gară incendiată de germani pe 2 septembrie 1914.
- Fostul seminar, rue / place Saint-Pierre și place André-Malraux[199]: Aprobat de oraș în 1664, seminarul a fost inițial stabilit în casa parohială a bisericii Saint-Pierre[200], care a fost înlocuită de clădirea actuală în 1711. Seminarul a funcționat până la Revoluție, iar astăzi găzduiește biblioteca municipală[201][202][203][152][204]. Totuși, aripa sudică, unde se află intrarea, nu are nicio legătură cu seminarul; parterul a fost biroul de poștă din ultimul sfert al secolului al XIX-lea, iar etajele au fost adăugate începând cu 1973.
- Fosta chantrerie Saint Rieul sau Hôtel des Tournelles, 2 rue Afforty[205]: Această casă solidă, cu un etaj, prezintă caracteristicile arhitecturii din secolul al XIV-lea, însă fațada principală de pe rue Afforty și-a pierdut deschiderile originale în cursul secolului al XVIII-lea. Turnulețul rotund din secolul al XVI-lea are un al doilea etaj și este construit la câțiva metri distanță de corpul principal al clădirii. O galerie, a cărei fațadă spre grădină este construită în stil panou de lemn, o leagă de casă. În interior, merită menționate pivnițele gotice și sala capitulară, cu unic său stâlp central[206].
- Hôtel de Cornouailles sau de la Marine, 4 rue du Chat Haret[207]: Reconstruit în secolul al XVII-lea pe locul unei locuințe medievale care a aparținut lui Nicolas de Cornouailles, canonic al bisericii Notre-Dame, din 1626 până la moartea sa. Familia de Cornouailles, de origine engleză, era stabilită la Senlis din 1475. Stema familiei se află deasupra intrării corpului principal al clădirii. Ulterior, hotelul a intrat în posesia familiei Saint-Gobert prin moștenire, care l-a păstrat până în 1762. În prima jumătate a secolului al XX-lea, a fost reședința primarului Félix Louat (primar între 1930 și 1941)[208]. În istoria acestei clădiri nu se găsesc referințe care să explice numele de „Hôtel de la Marine.”

### Alte monumente
- Capela fostei clinici Saint-Joseph, place Saint-Joseph;
- Capela castelului Les Maroseaux, avenue de Chantilly.

### Situri și monumente din periferia comunei
Domeniul Valgenceuse, situat la est de oraș:
- Terasa de-a lungul râului La Nonette, cu balustrada sa de piatră, statuile și soclurile acestora: clasificată prin ordinul din 10 august 1942.
- Fațadele și acoperișurile castelului și ale orangeriei; parcul, inclusiv oglinda de apă: înscrise prin ordinul din 27 februarie 1992.
- Părțile domeniului care cuprind parcul și porțiunea râului La Nonette ce traversează domeniul, ca element constitutiv al parcului istoric: înscrise prin ordinul din 17 iunie 2016.

Abbaye de la Victoire, chemin de Villemetrie:
- Rămășițele abației: înscrise prin ordinul din 14 mai 1927.
- Vestigiile bisericii și solul său arheologic; fațadele și acoperișurile corpului principal sudic al fermei, ale întregii clădiri nordice și ale pivniței sale medievale; decorurile pictate din clădirea sudică a fermei și pavilionul Anguillière: înscrise prin ordinul din 28 iunie 1989.
- Această abație a fost construită pe locul unde, în iulie 1214, s-au întâlnit un mesager al lui Filip August, care anunța victoria de la Bouvines fiului său Ludovic, și un alt mesager care mergea să anunțe regelui victoria lui Ludovic la La Roche-aux-Moines împotriva regelui Angliei, Ioan fără Țară.

## Personalități

### Personalități născute la Senlis
- Thomas Couture (1815-1879), pictor.
- Pierre Montazel (1911-1975), director de imagine, scenarist și regizor de film.
- Bernard Cazeneuve, născut în 1963, om politic.
- Claire Keim, născută în 1975, actriță și cântăreață.
- David De Freitas, născut în 1979, fotbalist profesionist.
- Sébastien Minard, născut în 1982, ciclist.
- Céline Goberville, născută în 1986, trăgătoare la pistol, vicecampioană olimpică la pistol 10 m în 2012.
- Kevin Gameiro, născut în 1987, fotbalist profesionist.
- Ayyoub Bouaddi, născut în 2007, fotbalist profesionist.

### Personalități care locuiesc sau au locuit la Senlis
- José María de Heredia (1842-1905), om de litere și poet cubanez, născut pe 22 noiembrie 1842 lângă Santiago de Cuba. Ajuns în Franța la vârsta de 9 ani, și-a urmat studiile la colegiul Saint-Vincent din Senlis până la obținerea bacalaureatului în 1859. Este considerat unul dintre maeștrii mișcării parnasiene și a fost naturalizat francez în 1893.
- Séraphine de Senlis (1864-1942), pictoriță a cărei operă este asociată artei naive.
- Wilhelm Uhde (1874-1947), colecționar, galerist și critic de artă german.
- Charles-Jean Hallo, cunoscut sub numele de ALO (1882-1969), afișist, fondator și conservator al muzeului Vénerie între 1934 și 1950.
- Bernard Gavoty (1908-1981), organist, musicolog și critic muzical, a avut pentru o perioadă o locuință la Senlis, pe strada Meaux nr. 6.
- Georges Bellec (1918-2012), membru al cvartetului vocal Les Frères Jacques, a murit la Senlis pe 13 decembrie 2012.
- Philippe Jullian (1919-1977), autor, desenator și gravor, a decedat la Senlis pe 25 septembrie 1977, unde avea o reședință secundară pe strada Meaux.
- Jean Richard (1921-2001), actor și director de circuri, a decedat la Senlis pe 12 decembrie 2001.
- Yves Montand (1921-1991), cântăreț și actor, născut pe 13 octombrie 1921 în Italia, a decedat la spitalul din Senlis în urma unui infarct miocardic, pe 9 noiembrie 1991. Se afla acolo cu ocazia filmărilor pentru filmul IP5.
- Daniel Boulanger (1922-2014), scriitor, poet, membru al Academiei Goncourt, actor, scenarist și autor de dialoguri pentru filme[211].
- György Cziffra (1921-1994), pianist, a decedat lângă Senlis pe 17 ianuarie 1994. Este înmormântat în cimitirul vechi din Senlis[212].
- Sting (1951-), autor-compozitor și cântăreț britanic, a precizat în 2020 că locuiește la Senlis[213].

## Înfrățiri
- Italia – Montale - din 1999[214]
- Germania – Langenfeld - din 1969[214]
- Ucraina – Kiev-Petchersk - din 2005[214]